# Waalseilandsgracht
Le Waalseilandsgracht est un large canal de la ville d'Amsterdam. Il est situé à l'est de l'arrondissement de Centrum (dans le Lastage) et relie le Oudeschans à hauteur de la Montelbaanstoren à l'Oosterdok (qui faisait initialement partie de l'IJ) au niveau de la Scheepvaarthuis.
Le canal a été baptisé en référence à l'île de Waalseiland créé à partir du remblai issu du creusement des canaux. Jusqu'au XIXe siècle, le canal faisait partie du port d'Amsterdam.